# Háborúk, járványok, technikák
A Háborúk, járványok, technikák – A társadalmak fátumai (Guns, Germs, and Steel – The Fates of Human Societies) Jared Diamond 1997-ben írt tudományos-ismeretterjesztő könyve.

## Tételmondata
„A történelem az egyes népek környezetének különbségeiből adódóan alakult eltérő módon, és nem az egyes népek biológiai különbségei miatt.”

## Leírás
A „Háborúk, járványok, technikák” a világtörténelem alapvető kérdésére keresi a választ: „Miért az európai civilizáció hódította meg a világot, miért nem másként történt ez?” Úgy is fogalmazhatunk: Miért Francisco Pizarro maroknyi csapata győzte le Atahualpa inka fejedelmet és hatalmas seregét, miért nem fordítva történt, miért nem au inka fejedelem kényszerítette térdre I. Károly spanyol királyt (egyben német-római császárt)?
Vagy ahogy az új-guineai Yali – a szerző barátja – vetette fel: „Miért van az, hogy ti fehérek olyan sok árut termeltetek és hoztatok Pápua Új-Guineába, míg nekünk feketéknek, oly kevés saját árunk van?”
A provokatív kérdésekre rendhagyó, nagyívű válasz születik, nemcsak a történelem, hanem a földrajz, a biológia, a régészet, a nyelvészet, a járványtan és antropológia, valamint a tudomány- és technikatörténet alapján, mintegy 13 ezer éves időskálán mozogva új összefüggések rajzolódnak ki. "A háziasított állatok és növénytermesztés megléte magyarázatot ad arra, hogy a birodalmak, az írásbeliség és az acélfegyverek miért Eurázsiában jelentek meg legkorábban, és miért csak később (vagy egyáltalán nem) a többi földrészen." Diamond úgy látja, hogy az emberi társadalmak útját befolyásoló környezeti különbségek négy csoportra oszthatók :
- a nemesítésre alkalmas vadnövény- és háziasításra alkalmas vadállatfajok földrészenként eltérő állománya;
- a kontinenseken belüli terjedés (termények, háziállatok, technikai vívmányok) és vándorlás iramát befolyásoló tényezők;
- a kontinensek közötti terjedést befolyásoló tényezők;
- a kontinensek területének és teljes népességének különbségei.[2]

## Tartalom
- Előszó, Yali kérdése

- A különböző térségek eltérő történelmi pályái

- Első rész: Az Édentől Cajamarcáig
- 1. fejezet A rajtvonalig

- Mi történt az egyes földrészeken 11000 előtt

- 2. fejezet A történelem egyik természetes kísérlete

- Hogyan alakította a polinéz szigetek földrajza a társadalmakat?

- 3. fejezet A cajamarcai ütközet

- Miért nem Atahualpa inka császár ejtette foglyul I. Károly spanyol királyt?

- Második rész: Az élelmiszer-termelés kialakulása és elterjedése

- 4. fejezet A földművelés hatalom

- A háborúk, járványok és technikák eredete

- 5. fejezet A történelem gazdagjai és szegényei

- Földrajzi különbségek az élelmiszer-termelés kezdetén

- 6. fejezet Művelni vagy nem művelni

- Az élelmiszer-termelés elterjedésének okai

- 7. fejezet Hogyan készül a mandula?

- Az ősi termények véletlenszerű nemesítése

- 8. fejezet Az almák vagy az indiánok?

- Miért nem sikerült néhány térség népeinek növényeket nemesítenie?

- 9. fejezet Zebrák, boldogtalan házasságok és az Anna Karenyina-elv

- Miért nem háziasították a legtöbb nagytestű vad emlősfajt?

- 10. fejezet Tágas terek és dőlt tengelyek

- Miért terjedt az élelmiszer-termelés különböző sebességgel az egyes kontinenseken?

- Harmadik rész: Az élelmiszertől a háborúkig, járványokig és technikáig
- 11. fejezet A jószág végzetes ajándéka

- A baktériumok evolúciója

- 12. fejezet Modellek és kölcsönbetűk

- Az írás evolúciója

- 13. fejezet A szükség szülőanyja

- A technológia evolúciója

- 14. fejezet Az egalitarizmustól a kleptokráciáig

- A kormányzat és a vallás evolúciója

- Negyedik rész: Öt fejezet alatt a Föld körül
- 15. fejezet Yali népe

- Ausztrália és Új-Guinea történelme

- 16. fejezet Hogyan lett Kína kínai?

- Kelet-Ázsia történelme

- 17. fejezet Motorcsónak Polinéziába

- Az ausztronéz terjeszkedés történelme

- 18. fejezet Két félteke összecsap

- Eurázsia és Amerika történelmének összehasonlítása

- 19. fejezet Hogyan lett Afrika fekete?

- Afrika történelme

- Utószó: Az emberiség története természettudományos megközelítésének jövője
- Kik ezek a japánok?
- Utószó a 2003-as kiadáshoz Háborúk, járványok, technikák ma
- Köszönetnyilvánítás
- Képjegyzék
- Tárgymutató
- Képmelléklet

## Magyarul
- Háborúk, járványok, technikák. A társadalmak fátumai (Guns, Germs, and Steel); ford. Födő Sándor; Typotex, Bp., 2000 ISBN 963-9132-89-6
- Háborúk, járványok, technikák. A társadalmak fátumai; ford. Födő Sándor, Vassy Zoltán; 4. bőv., jav. kiad.; Typotex, Bp., 2015 ISBN 9789632790787

## Egyéb
- A könyv 1998-ban a „népszerű tudományos” kategóriában elnyerte a Pulitzer-díjat.
- A könyv alapján készült ismeretterjesztő film: Háborúk, járványok, technikák - National Geographic (2005)[3]